# Riffelhammer

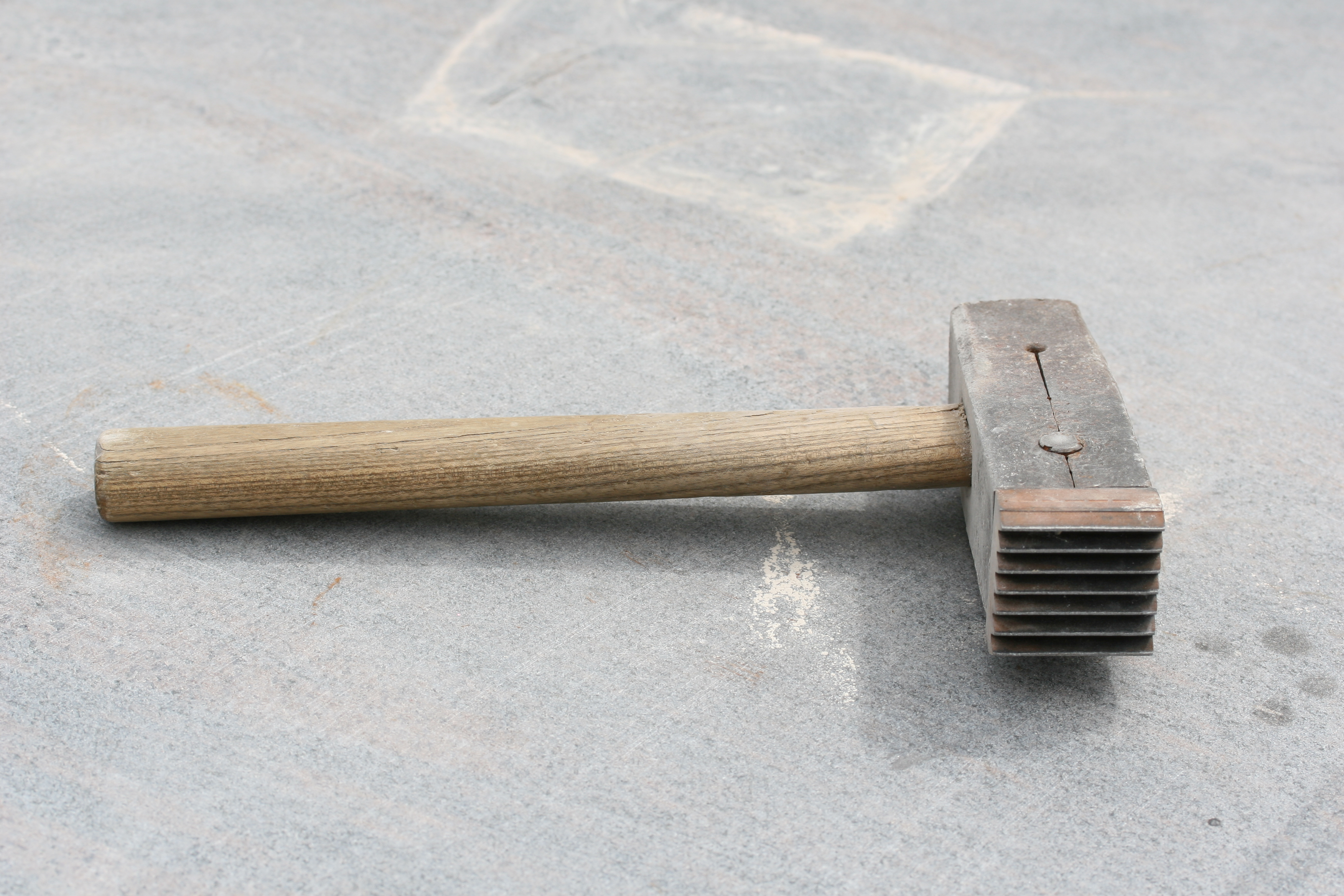
Riffelhammer mit auswechselbarem Einsatz. Der hölzerne Griff ist ca. 35 cm lang

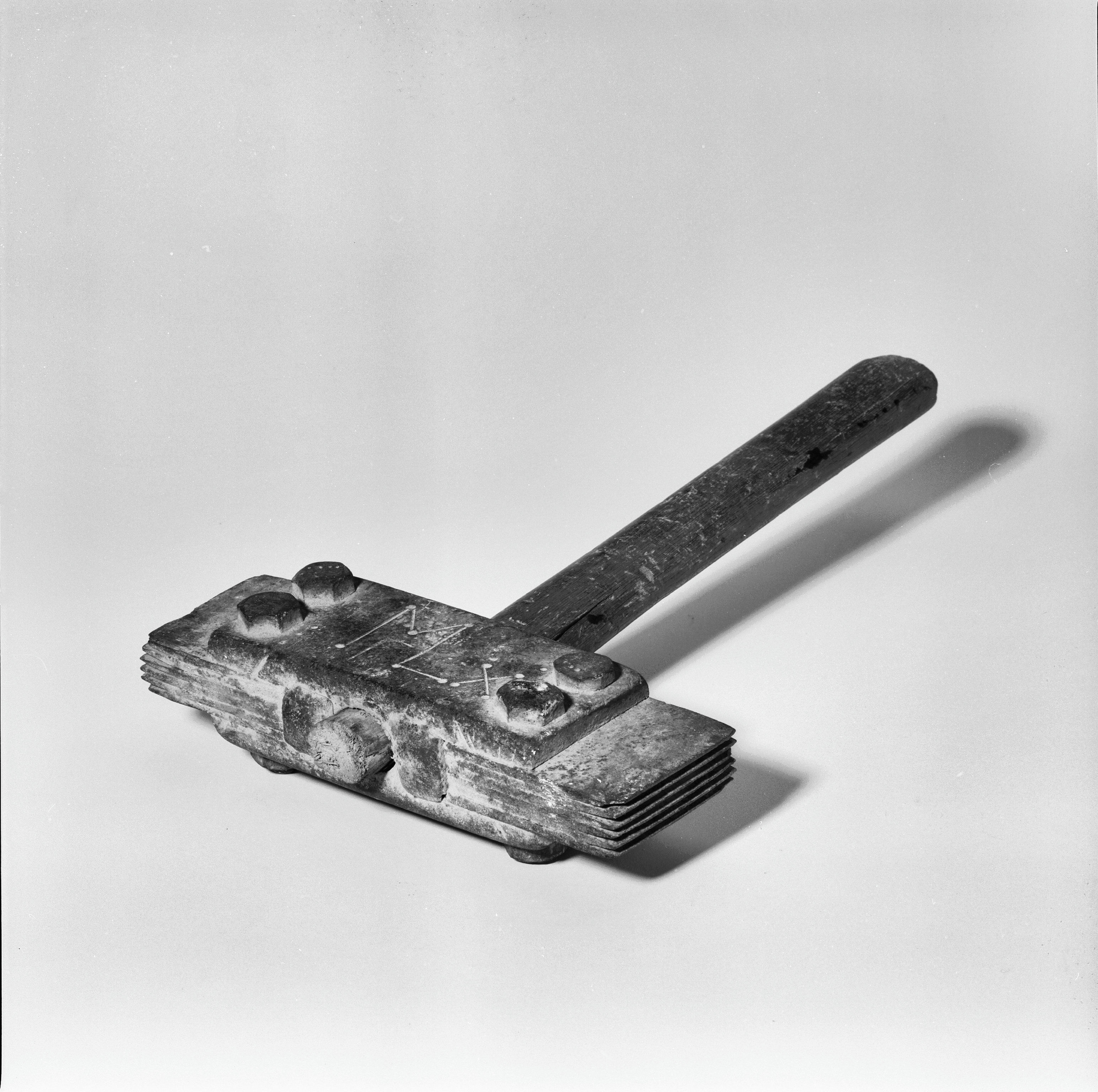
Frühe Form nach US-Patent

Der Riffelhammer wird von den Steinmetzen benutzt, um eine Fläche einzuebnen oder eine spezielle Oberflächenstruktur herzustellen. Die Oberfläche erhält nach der Bearbeitung durch Hammerschläge, das erkennt man an dem Hammerkopf, ein rillenförmige Struktur. Der Riffeleinsatz besteht aus Hartmetall und kann ausgewechselt werden.
Daneben gibt es noch Meißel, die eine geriffelte Arbeitsfläche haben und mit Fäustel angetrieben werden. Die Arbeitsflächen sind entsprechend kleinformatig.
Eine Sonderform ist der in der Südosteifel zur Bearbeitung von Tephritlava (Handelsname Basaltlava) gebräuchliche „Dötzer“, auch „Amerikaner“ oder „Patenthammer“. Im Unterschied zur erstgenannten Form wird hier nicht der Kopf ausgewechselt, sondern der Hammer besteht aus einzelnen Platten, die durch vier Schrauben zusammengehalten werden. Dadurch kann der Hammer zerlegt werden und somit können die Einzelschneiden durch den Schmied neu geschärft werden. Die Namen „Amerikaner“ und „Patenthammer“ weisen auf die Herkunft des Werkzeuges hin: 1831 meldete ein Mr. Joseph Richards aus Philadelphia ein solches Werkzeug zum Patent an.

## Ähnliche Werkzeuge
- Stockhammer
- Schlageisen (Werkzeug)

## Berufe
- Steinmetz
- Steinbildhauer